# Attacco all'hotel Savoy di Tel Aviv
L'attacco all'hotel Savoy è stato un attacco terroristico da parte di membri della OLP contro l'Hotel Savoy a Tel Aviv, il 4 e il 5 marzo 1975.

## L'attacco
Alle 23:00 la notte del 4 marzo 1975, otto palestinesi, divisi in due squadre, sbarcarono sulla spiaggia di Tel Aviv. Gli attentatori cominciarono a lanciare granate verso l'Hotel Savoy, situato vicino al centro della città. Una volta entrati presero in ostaggio gli ospiti e minacciarono di ucciderli se Israele non avesse rilasciato 20 prigionieri palestinesi entro quattro ore.
La mattina successiva, l'unità antiterrorismo israeliana Sayeret Matkal prese d'assalto la struttura, uccidendo sette terroristi e catturandone uno. Cinque ostaggi furono liberati, mentre otto rimasero uccisi. Morirono anche tre soldati, tra cui Uzi Yair, ex comandante della Sayeret Matkal. Poche ore dopo la nave che aveva trasportato i militanti fu catturata e il suo equipaggio fatto prigioniero.

## Autori
L'operazione fu progettata da Abu Jihad come rappresaglia per i raid chirurgici che il Sayeret Matkal aveva condotto su Beirut, in Libano, nel 1973 (operazione Primavera di Gioventù), dove erano stati uccisi tre dirigenti dell'OLP.
I membri della cellula erano, Musa Juma al-Tallka, l'unico sopravvissuto, Muhammad Mashala, Hader Muhammad, Ziad Talk al-Zrir, Musa Awad, Muhammed al-Masri, Abu al-Lel, e Ahmed Hamid.
La pianificazione iniziale palestinese ipotizzava un attacco contro la città turistica israeliana di Nahariya, ma la squadra due mesi prima, durante un sopralluogo notturno, non fu apparentemente in grado di individuare la città. Gli obiettivi dell'operazione furono così modificati. Il piano di emergenza prevedeva di selezionare qualsiasi edificio abitato come obiettivo, questa decisione provocò il raid all'Hotel Savoy, che era l'unico edificio illuminato sulla strada.